# Tenebrionoidea
Tenebrionoidea Latreille, 1802, è una superfamiglia dell'ordine dei Coleoptera (sottordine Polyphaga, infraordine Cucujiformia).
La superfamiglia è un vasto ed eterogeneo raggruppamento, comprendente specie di varia morfologia. Alcuni Tenebrionoidei sono utili come predatori, altri dannose come fitofagi o come infestanti delle derrate alimentari, altre d'interesse ecologico come detritivori, micetofagi, ecc..

## Sistematica
La superfamiglia Tenebrionoidea comprende le seguenti famiglie:
- Mycetophagidae Leach, 1815
- Archeocrypticidae Kaszab, 1964
- Pterogeniidae Crowson, 1953
- Ciidae Leach, 1819
- Tetratomidae Billberg, 1820
- Melandryidae Leach, 1815
- Mordellidae Latreille, 1802
- Ripiphoridae Gemminger, 1870 (1855)
- Zopheridae Solier, 1834
- Ulodidae Pascoe, 1869
- Promecheilidae Lacordaire, 1859
- Chalcodryidae Watt, 1974
- Trachelostenidae Lacordaire, 1859
- Tenebrionidae Latreille, 1802
- Prostomidae Thomson, 1859
- Synchroidae Lacordaire, 1859
- Stenotrachelidae Thomson, 1859
- Oedemeridae Latreille, 1810
- Meloidae Gyllenhal, 1810
- Mycteridae Oken, 1843
- Boridae Thomson, 1859
- Trictenotomidae Blanchard, 1845
- Pythidae Solier, 1834
- Pyrochroidae Latreille, 1806
- Salpingidae Leach, 1815
- Anthicidae Latreille, 1819
- Aderidae Csiki, 1909
- Scraptiidae Gistel, 1848